# Aiguille de Polset
L'aiguille de Polset est un sommet culminant à 3 528 m d'altitude dans le massif de la Vanoise, en Savoie. Son ascension se fait à partir du refuge de Peclet Polset ou du refuge du Saut.

## Géographie
Le glacier de Gébroulaz prend, en partie, naissance sur ses pentes ainsi que sur celles de l'aiguille de Péclet,.

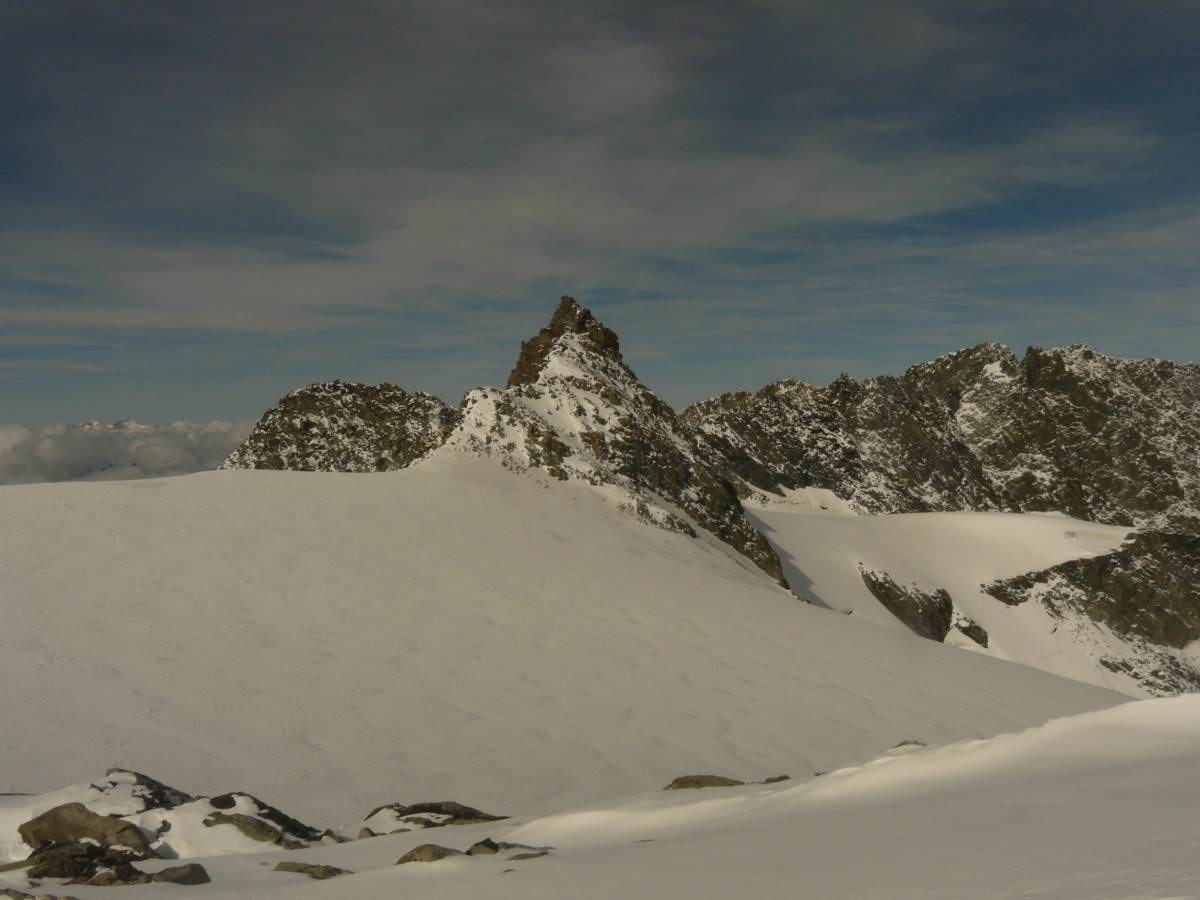
L'aiguille de Polset avec l'aiguille de Péclet en arrière-plan depuis le sud-est.